# Вне времени (рассказ)
«Вне времени» (англ. Out of the Aeons) — рассказ американского писателя Говарда Филлипса Лавкрафта, написанный в 1933 году в сотрудничестве с Хейзел Хелд. Впервые был издан в апрельском выпуске «Weird Tales» в 1935 году. Это один из пяти рассказов, переработанных Лавкрафтом для Хелд.

## Сюжет

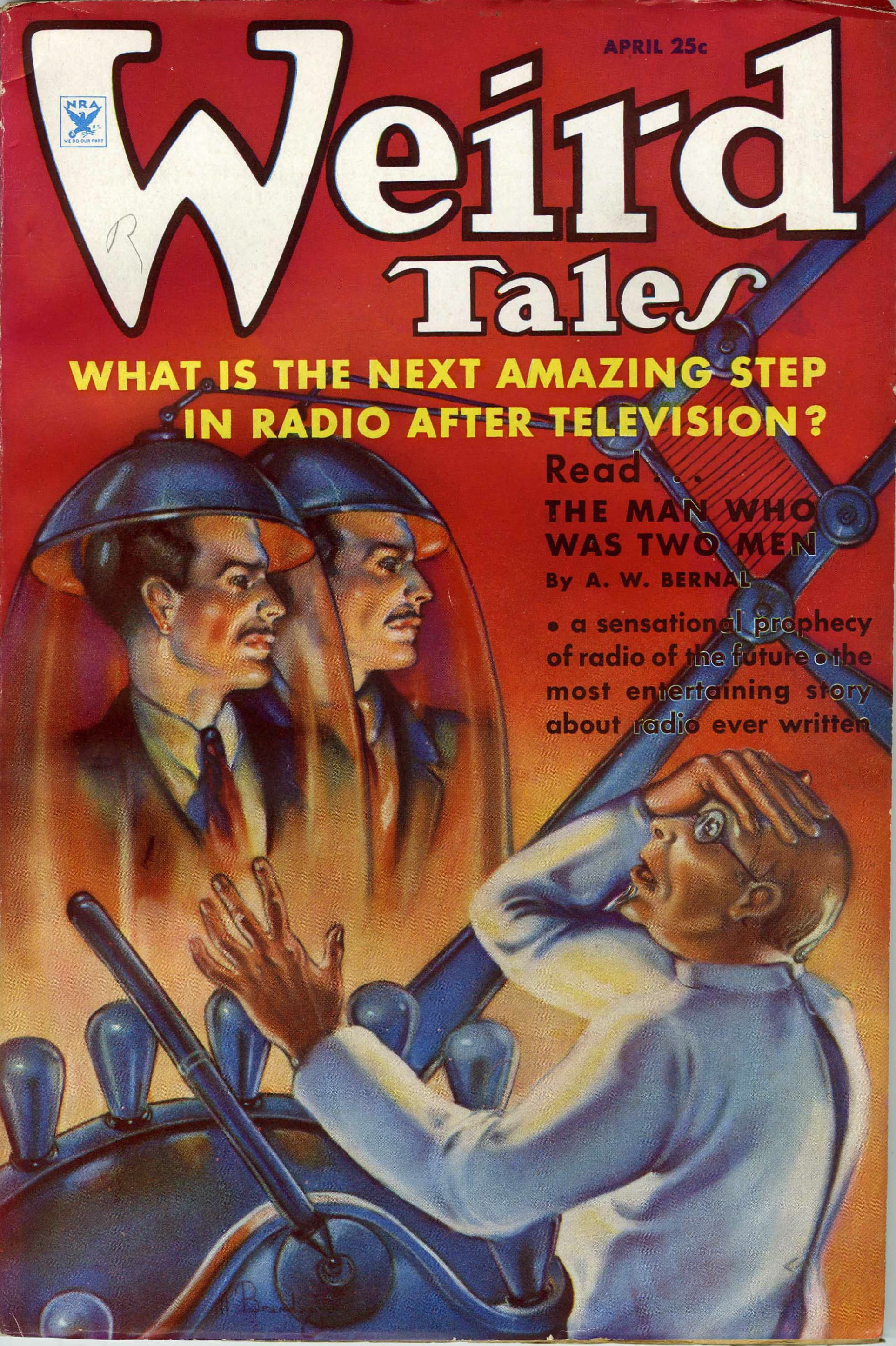
Weird Tales (апрель 1935 года, том 25, № 4) рисунок Артура Уильяма Бернала «Человек, который был двумя мужчинами». Обложка — Маргарет Брандейдж

Рассказчик, куратор музея, изучает мумию, которая в 1938 году загадочным образом попала в музей Кэбот (Cabot Museum), на Бикон-Хилл (Beacon Hill), в Бостоне. Пикман, куратор музея 1879 года, оставил записи о том, что мумия меняет положение тела и открывает глаза. Профессоры, делавшие вскрытие мумии, были убиты, а таксидермист исчез. Мумия будто меняла положение.
В 1879 году судно «Эриданус» обнаружило неизвестный остров в Тихом океане, следуя курсом из Новой Зеландии в Чили. Моряки обследовали циклопические руины острова и среди массивных каменных блоков нашли склеп, где находились мумия, металлический цилиндр, свиток с иероглифами и каменный люк. После того как мумию подняли на борт остров затонул. Ученые нашли сходство надписи на саркофаге и цилиндре с теми, что изображены в оккультных книгах. В течение полувека мумия оставалась без внимания прессы в тихом музее. В 1931 году на выставке останков жителей замка в Оверни (Франция), мумия вызывала интерес у посетителей эзотерического типа. Среди множества посетителей куратору запомнился Свами Чандрапунтра. Репортер Этьен де Мариньи нашел иероглифы мумии похожими на изображения древних монолитов и таблички на языке Наакаль (Naacal), что описывают Гиперборею и Континент Му, где поклонялись Тсатхоггуа (Tsathoggua).
По легенде, двести тысяч лет назад существа, пришедшие со звезд, основали королевство К’нан или Кейнан (англ. K’naa or K’n-yan), со столицей на острове у подножья горы Яддит-Го (Yaddith-Gho). На горе стоит крепость с внеземной геометрией, что построили инопланетяне — Отродья Юггота, которые колонизировали Землю. Они заточили в подземелье крепости чудовищное божество-демона — Гатаноа (Ghatanothoa), чей взгляд вызывает окаменение, а мозг жертвы остается живым тысячелетия. Гатаноа приносили в жертву людей, дабы он не вырвался на поверхность и не уничтожил все живое. В К’нан жили два Верховных жреца: Аймаш-Му, который служил Гатаноа, и Т’юог, хранитель Храма Козла тысячи младых (Temple of the Goat Thousand Young). Аймаш-Му гордо стоял на празднике Нат (Nath-feast), когда сам король Тебов (англ. Thabon) падал ниц в святилище Дорик (Dhoric). Т’юог восстал против Гатаноа ибо познал Страну снов и молился Шуб-Ниггурат, Йигу, Наг и Йеб. Еретик Т’юог верил, что дружелюбные боги покровительствуют людям и могут быть собраны против богов враждебных. Т’юог по внушению Матери богов (англ. Mother Goddess) создал защитную формулу на свитке племени Птагов (Pthagon), сделанного из кишок исчезнувшего вида ящериц Якит (Yakith-lizard), и положил её в цилиндр из металла Лаг (Lagh metal), который Древние (Elder Ones) привезли с Юггота. Формула должна была послужить щитом против силы Гатаноа, но Аймаш-Му в решающий момент подменил свиток. Т’юог пошел к горе с посохом из дерева тлат (Staff of tlath-wood) и ложной формулой, и не вернулся.
Шли века, земли поднимались со дна морского и вновь тонули, волны поглотили землю Му, а беженцы с тех мест разошлись по миру. Культ Гатаноа расцвел в регионах Тихого океана, в Атлантиде, на Плато Ленг и в Подземном мире К’нан. Сектанты приносили жертвы Гатаноа в Египете, Халдее, Персии, Китае, семитских королевствах, Африке, Мексике, Перу и Европе. Позже культ стал преследоваться и смешался с полинезийской культурой Ареуя (Areoi). В некоторых сведениях говорилось, что жрецы сохранили истинный свиток Т’юога, что побывал в руках мистика Нагоба (Nagob).

Летом 1938 года в музей нагрянули толпы иностранцев: перуанец падал ниц перед мумией, гаваец пытался её украсть, филиппинец был загипнотизирован мумией, сингалезец пел ей литанию про Т’юога. Пресса подхватила легенду о том, что мумия и есть Т’юог, который превратился в камень 175 тысяч лет назад. Однажды ночью в музей проникли. Полиция обнаружила куратора, которого задушили веревкой, и трупы бирманца, и фиджийца, плоть которых окаменела, но внутренности остались нетронутыми. Мумия преобразилась и открыла глаза. Полицейские чувствовали оцепенение от взгляда мумии, которое пропадало, когда они передавали священный свиток из рук в руки. Рассказчик осмотрел линзой глаза мумии и увидел ужасную картину:
Я увидел один из углов огромного зала с гигантскими стенами, покрытыми барельефами, столь мерзкими, что их святотатственные скотства вызывали отвращение и тошноту. Я не мог поверить, что те, кто вырезал эти символы, были людьми, или хотя бы видели людей, когда воспроизводили свои страшные издевательства. В центре зала был колоссальный каменный люк, открытый для появления из-под земли некого существа. Нечто невообразимое и непереносимое появилось из глубины циклопического склепа, затерянного мира… (Lost world). Из люка возникло титаническое чудовище, и я не сомневался в его возможности убить человека одним видом. Это был гигант с глазами осьминога, с щупальцами и хоботом, полуаморфное, частично плоское и морщинистое. Ничто не способно передать отвратительный, нечестивый, нечеловеческий, внегалактический ужас и ненависть этого злобного существа, возникшего из небытия хаоса вечной ночи. 
На вскрытии мумии находились администраторы музея Лоуренс Дабст и Додли Селтон, доктора Мэйсон, Узлеи Вернер, и два репортера. Доктор Вильям Мино и его ассистент Бинтворт Мор сделали разрезы и оттуда хлынула темно-красная волна крови. Внутренние органы были поразительной сохранности, они, словно, были органами фиджийцев, которые умерли от страха. Доктора произвели трепанацию черепа: 
В ужасных выпуклых, рыбьих глазах мумии было что-то нечеловеческое. Когда вскрыли черепную коробку, то все увидели человеческий мозг, трепещущий, еще живой. 

## Персонажи
- Рассказчик — мистик, куратор и хранитель Музея Кэбот в 1938 году.

- Т’юог (T’yog) — еретик, Великий Жрец Шуб-Ниггурат и хранитель медного храма Козы с тысячью младых. Т’юог изучал богов и познал откровения о жизни континента и предшествующих миров. Т’юог уверовал в то, что боги, покровительствующие людям, могут быть собраны против богов враждебных, и убедил себя, что Шуб-Ниггурат, Наг и Йеб, Йиг готовы выступить за человека против тирании и высокомерия Гатаноа. Этот человек был тем, кто впервые осмелился бросить вызов Гатаноа в Год Красной Луны (173—148 гг. до Р. Х.).

- Аймаш-Му (Imash-Mo) — жрец в стране К’Наа, где сотни жрецов Темного Бога подчинялись Главному жрецу. Он выступал на празднике Нат (англ. Nath-feast) впереди короля Тебов (King Thabon), гордо стоял, когда правитель падал ниц в святилище. У каждого жреца был мраморный дворец, сундук с золотом, двести рабынь и сто наложниц и власть над жизнью и смертью всех жителей К’Наа, кроме жрецов короля.

Второстепенные персонажи
- Пикман (Pickman) — куратор Музея Кэбот в 1879 году. Художник Ричард Пикман появляется в рассказе «Модель Пикмана».
- Свами Чандрапунтра (Swami Chandraputra) — смуглый, бородатый тип в тюрбане, с каким-то неестественным голосом и тяжелым акцентом, с удивительно невыразительным лицом и в перчатках. Назвал свой адрес в грязном квартале Вест-Энда. Невероятно эрудирован в оккультных науках. Его интересовало сходство между иероглифами и знаками древнего, забытого мира, о котором он многое знал интуитивно. В рассказе «Врата серебряного ключа» говорится, что это был облик или воплощение, в котором пребывал Рэндольф Картер.
- Чарльз Уэттерби (Capt. Charles Weatherbee) — капитан корабля «Эриданус».
- Льюис Спенс (Lewis Spence) — писатель научных статей.
- Стюарт Рейнольдс (Stuart Reynolds) — репортер газеты «Бостон Билэр».
- Этьен Лаурент де Мариньи (Etienne-Laurent de Marigny) репортер газеты «Эколт Ревью», родом из Нового Орлеана.
- Король Тебон (King Thabon) — король правящий в К’наа.
- Профессор Джонсон (Dr. Johnson) — доктор, который производил вскрытие мумии. Умер в музее очень странной смертью от остановки сердца 22 апреля 1938 года.
- Бинтворт Мор (Wentworth Moore) — таксидермист музея, исчез в середине прошлого года.
- Доктор Вильям Мино (Dr. William Minot) — ассистент, который наблюдал за вскрытием мумии. Получил удар ножом в спину и на следующий день скончался.
- Инспектор Кифф (Sergeant Keefe) — возглавлял отряд полиции, который прибыл ночью в музей.

## Вдохновение
Лавкрафт упоминает мифы Полинезии и индейцев. Тангароа — небесное божество у полинезийцев и микронезийцев.Народ Ариои или Ареои представляли из себя тайный религиозный орден на островах Таити, с иерархической структурой и эзотерической доктриной спасения, который выполняет функции культа. Ариои главным образом почитали бога войны 'Оро. 
В мифологии распространены легенды о проклятье окаменения или оцепенения, когда жертва живет вечно и все чувствует, но не может пошевелится. Возможно, Гатаноа обладает способностями похожими на Медузу Горгону.
Лавкрафт сравнивает мумию с Гигантом Кардиффа, о котором часто писали в прессе. Мумия постепенно меняет форму и оживает, она начинает преображаться после того как убивает людей — этот образ готического тела, которое находится на пути трансформации из человека в монстра или нечто иное.
В 1929 году Лавкрафт написал в соавторстве с Хейзел Хелд повесть «Курган», где описаны божества в Подземном мире Кейнан, Темный Ктулху метал и древняя раса ящериц. Рассказ «Вне времени» имеет похожие черты с рассказом «Ужас в музее»: они оба описывают псевдоисторические факты, мистические артефакты, инопланетян, Древних богов из космоса, не читаемые имена, космические названия, реликвии забытого прошлого, псевдовоспоминания.
Рассказ «Вне времени» стал одним из источников вдохновения Августа Дерлета, который издал незавершенные произведения Лавкрафта, после его смерти. Дерлет описал враждебных богов и благосклонных к людям, и заявил, что изначально, когда Лавкрафт задумывал Древних богов, то в ранних версиях действительно были добрые и злые божества. Видимо, это похоже на египетских богов. Однако, Лавкрафт описывает абсолютное безразличие Древних богов к людям.
Кларк Эштон Смит в рассказе «Вторая тень» (1933) описывает неизвестный метал, расу ящериц, защитную формулу, заклинание окаменения, мумию, Гиперборею и затонувшие континенты.

История помогла вдохновить цикл «Зотика» Лин Картера.

## «Мифы Ктулху»
Лавкрафт создал отдельную мифологическую базу о пришельцах, которые посещают Землю — эти элементы лежат в основе «Мифов Ктулху». Структура произведения основана на сведениях о древних цивилизациях из предыдущих произведений автора. В рассказе «Дагон» моряк попадает на вулканический остров, поднявшийся со дна океана, где барельефы изображали морских существ. В рассказе «Безымянный город» ученый попадает в затерянный город в Аравийской пустыне, где фрески изображают историю древней расы рептилий, которые укрылись в подземном городе от катаклизма, когда затонула их морская столица. В рассказе «Карающий Рок над Сарнатом» описаны древние города и циклопические руины, где хранятся тексты о Древних богах, которые пришли с Луны. В рассказе «Зов Ктулху» описан неизвестный остров посреди Тихого океана, где моряки нашли циклопические постройки и Ктулху, а также упоминаются Старцы и Р’льех. В повести «Шепчущий во тьме» описаны Ми-го с планеты Юггот. В повести «Хребты Безумия» описаны другие инопланетяне: Старцы, Ми-го, Шогготы Потомки Ктулху — в рассказе «Вне времени» упоминаются Отродья Юггота (Yuggoth-spawn).
Лавкрафт упоминает Атлантиду, Гиперборею, Континент Му. В рассказе впервые упоминается название расы ящериц Якит, которые могут быть связаны с расой ящериц из рассказов: «Карающий Рок над Сарнатом», «Безымянный город», «За гранью времён», «Шепчущий во тьме» и «Курган». Описание рыбьих глаз у мумии намекает на родство с Глубоководными. В рассказе «Он» колдун говорит, что «видел нечто, что может погубить человека и обратить в каменную статую».
Заглянув в глаза мумии сознание ученого перенеслось в Страну снов. Так, ученый в рассказе «Безымянный город» перенесся в Страну снов, когда разглядывал иероглифы на стенах. В рассказе упоминается Плато Ленг, что описано в произведениях: «Полярная звезда», «Иные Боги», «Сомнамбулический поиск неведомого Кадата» и «Хребты Безумия». Плато Ленг обладает такой сверхъестественной силой, что оно появляется как в Стране снов, так и в «Нашем мире» — об этом говорится в повести «Сомнамбулический поиск неведомого Кадата».

## «Родовое древо Азатота»
В период работы над рассказом, в 1933 году, Лавкрафт отправил письмо к Кларку Эштону Смиту («Избранные письма Лавкрафта» 4.617), в котором изображено «Родовое древо Азатота» (Family tree of Azathoth). Генеалогическое древо отображает родственные связи между Древними богами, среди которых: Наг и Йеб, Йиг, Йог-Сотот, Ктулху, Шуб-Ниггурат, Ньярлатотеп, Тсатхоггуа, а также божества Кларка Смита. Далее схема ведет к вымышленным существам (низшим кастам), а в конце пересекается с историческими личностями из Древнего Египта, Древнего Рима, Англии. Данная идея не появляется ни в одном из произведении Лавкрафта. Вероятно «Родовое древо Азатота» подготавливалось для совместного произведения, которое могло бы объединить мифы Лавкрафта и Смита.
В 1934 году Кларк Эштон Смит в письме Роберту Барлоу («Избранные письма Кларка Эштона Смита» 189) описывает полностью другое древо: «Генеалогическая Карта Старших Богов» (Genealogical Chart of the Elder Gods), где упоминаются только выдуманные Смитом божества. Последователи «Мифов Ктулху» создавали свои схемы с другими божествами. Древние боги Лавкрафта остаются только в рамках его произведений благодаря уникальному литературному стилю автора.

## Запретные книги
«Пнакотические манускрипты»
«Некрономикон»
«Книга Эйбона»
«Безымянные культы»
«Черная Книга» Фон Юнтца.

## «Страна Лавкрафта»
Лавкрафт описывает циклопические руины: 
Остров вулканического происхождения возвышался над поверхностью океана, как усеченный конус. Исследователи обнаружили массивные каменные блоки, по всей видимости, обтесанные человеческими руками, а также остатки стен циклопической кладки, какие встречаются на архипелагах Тихого океана и являются археологической загадкой. Массивный, циклопический склеп, принадлежавший, к гораздо более обширному зданию, что располагалось очень далеко под землей; склеп, в котором находились мумия, барельефы и каменный люк. После остров затонул. В ноябре 1879 года мумию купил только что основанный музей Кэбот, где она была размещена в зале древностей. 
Лавкрафт описывает старинное здание музея, что было построено в 1879 году, в нем было достроенное крыло — эти слова похожи на описание замка в рассказе «Изгой».
Кэбот Музей — археологический, специализирующийся на остатках неизвестных цивилизаций. Здание музея располагается в элегантном квартале Бичер Хилл, в Бостоне, в старинном частном отеле, к которому добавили еще одно крыло в 1819 году. До ужасных событий обеспечивших ему печальную славу, музей был гордостью респектабельных соседей. Зал мумий находился в западном крыле дома (построенного в 1819 году) на втором этаже и содержал самую замечательную в Америке коллекцию такого рода. Там были экземпляры египетского бальзамирования, начиная с самых древних образцов Саккара до последних коптских седьмого века; мумии других цивилизаций, в особенности образцы доисторических индейцев, недавно найденные на Алеутских островах; муляжи жертв Помпеи; мумифицированные трупы, найденные в рудниках и пещерах. 

## Связь с другими произведениями
В рассказе «Врата Серебряного Ключа» упоминается гора Яддит-Го, таблички на языке Наакаль, а Рэндольф Картер использует псевдоним «Свами Чандрапутра» когда его разум оказался заперт в теле пришельца.
В рассказе «Курган» описан Подземный мир Кейнан, где поклонялись Шуб-Ниггурат, Наг и Йеб, Йигу и Тсатхоггуа.
В рассказе «Хребты безумия» описаны Старцы, которые построили город в Атлантиде и вывели другие расы, а также планета Юггот.
В рассказе «Безымянный город» описан город в Аравийской пустыне, который в древности посещали пришельцы.
В рассказе «Дагон» описан остров посреди Тихого океана, где моряк обнаружил циклопические руины.
В рассказе «Зов Ктулху» описан остров посреди Тихого океана, Культ Ктулуху и упоминается Ирем, город Столбов.
В рассказе «Селефаис» упоминается храм Нат-Хортат.
В рассказе «Дерево на холме» упоминается книга «Хроники города Нат».

## Адаптации
Роберт Блох написал сценарий для экранизации сериала «Ночная галерея» 1971 года, однако он не был снят. Позже его переписал Элвин Т. Сапинсли и по нему сняли «Последние обряды мертвого друида», но сценарий уже не имел никакого отношения к оригинальной истории Лавкрафта, которую Блох адаптировал.